# Marc Minguell
Marc Minguell Alférez, född 14 januari 1985 i L'Hospitalet de Llobregat, är en spansk vattenpolospelare. Han ingick i Spaniens landslag vid olympiska sommarspelen 2008, 2012 och 2016. 
Minguell gjorde fjorton mål i herrarnas turnering i vattenpolo vid olympiska sommarspelen 2012.
Minguell tog VM-silver för Spanien i samband med världsmästerskapen i simsport 2009 i Rom. Silver blev det även i vattenpoloturneringen vid medelhavsspelen 2009.